# جعبه موسیقی (فیلم ۱۹۸۹)
جعبهٔ موسیقی (به انگلیسی: Music Box) نام فیلم درامی است که در سال ۱۹۸۹ به کارگردانی کوستا گاوراس ساخته شد. این فیلم برندهٔ خرس طلایی پنجاهمین جشنواره فیلم برلین شد. همچنین جسیکا لنگ موفق شد برای بازی در جعبهٔ موسیقی برای دریافتِ جایزه اسکار بهترین بازیگر نقش اول زن نامزد شود.

## خلاصهٔ داستان
مرد مهاجری از مجارستان متهم می‌شود که جنایت جنگی انجام داده‌است. دخترِ او که وکیل است، سعی در دفاع از پدرش و پرده برداشتن از واقعیت‌ها می‌کند.
داستانِ جعبهٔ موسیقی کمی از زندگی واقعیِ جان دمیانیوک و خودِ جو استرهاس (نویسندهٔ فیلم‌نامه) سرچشمه گرفته‌است.